# Sascha Selke
Sascha Jan Selke (* 1967 in Hardheim, Baden-Württemberg) ist ein deutsch-österreichischer Filmmusik-Komponist.

## Leben
Familie Selke zog mit Sascha 1972 nach Salzburg, wo er 1986 ein Studium der Musikwissenschaft, der Philosophie und der Kunstgeschichte begann, das er 1992 mit Auszeichnung abschloss.
In der Folge gab er in Zusammenarbeit mit dem Institut für Musikwissenschaft der Universität Salzburg mehrere Ausgaben Alter Musik im Selke-Verlag heraus, war als redaktioneller Berater für SONY und BMG tätig und erhielt mehrere Lehraufträge von der Universität Salzburg.

## Leistungen
Sascha Selkes Werk lässt sich in zwei Schwerpunktbereiche unterteilen:
1. Filmmusik
2. Musikkonzepte als musikalische Interpretationen anderer Daten, was er als self-constructing music bezeichnet.

Dazu gehört das Musikkonzept „Harmonices Terræ“ für das Rogner Bad Blumau, das geographische Messdaten in entsprechende (virtuelle) Saitenlängen umrechnet und daraus die Harmonieverhältnisse für die Komposition der am Ort zu hörenden Musik gewinnt. Weiteres Beispiel: Die in Zusammenarbeit mit Biologen und Genetikern der dialog<>gentechnik entwickelte Evolutionssonate, die versucht, genetische Informationen und evolutionäre Prozesse in Notenfolgen zu übertragen.
Seit Anfang 2025 produziert Sascha Selke den Podcast „Nachtvogel – Sascha Selke“, der sich vor allem mit Themen aus den Bereichen Philosophie und Musik beschäftigt.

## Kompositionen
zu 1.
- 2007: When it’s‚ over (UK)
- 2008: Brüder (D)[5]
- 2009: New York: November (Arbeitstitel: South) (USA/A)[6]
- 2022: Merry & Bright (A)[7]

zu 2.
- 2002: Kloster UND, Krems (A) (in Zusammenarbeit mit checkpointmedia, Wien)
- 2003: RedBull Hangar-7, Salzburg (A) (in Zusammenarbeit mit checkpointmedia, Wien)
- 2004: Swarovski Kristallwelten „Kristalloskop“, Wattens (A) (in Zusammenarbeit mit checkpointmedia, Wien)
- 2006–2011: „Harmonices Terræ“ für das Rogner Bad Blumau (A)[8]
- 2010: „Evolution Sonata“ (in Zusammenarbeit mit dialog<>Gentechnik)
- 2014: „Regenturm“ für das Hundertwasserhaus Plochingen

## Festivals
Filme mit Musik von Sascha Selke nahmen bisher an folgenden Filmfestivals teil:
- 2007 Bolzano Documentary Film Festival (I) („Brüder“)
- 2008 International Documentary Film Festival Amsterdam[9] (NL); Istanbul International Documentary Film Festival “1001” (TR); Euganea Movie Movement Filmfestival[10] (I); Internationale Hofer Filmtage[11] (D) („Brüder“)
- 2009 Internationale Hofer Filmtage (D) („New York: November“)[12]
- 2010 Filmfestival Max Ophüls Preis[13] (D); Diagonale[14] (A); 55. Valladolid International Film Festival (E); Plus Cameraimage International Film Festival[15] (PL) („New York: November“)